# 叉唇虾脊兰
叉唇虾脊兰（学名：Calanthe hancockii）为兰科虾脊兰属下的一个种。

## 扩展阅读
- 维基共享资源上的相關多媒體資源：叉唇虾脊兰